# Jasus paulensis
Jasus paulensis är en kräftdjursart som först beskrevs av Heller 1862.  Jasus paulensis ingår i släktet Jasus och familjen Palinuridae. IUCN kategoriserar arten globalt som otillräckligt studerad. Inga underarter finns listade i Catalogue of Life.